# Claude Dornier
Claude (Claudius) Honoré Desiré Dornier (Kempten, 14 mei 1884 - Zug, 5 december 1969) was een Duitse luchtvaartpionier en vliegtuigbouwer. Het vliegtuigbedrijf Dornier was naar hem genoemd. Dornier had de Franse nationaliteit en werd in 1913 genaturaliseerd tot Duitser.
In 1910, drie jaar na het voltooien van zijn opleiding aan de technische universiteit van München, kwam Dornier in dienst van de luchtschipfabriek  Luftschiffbau Zeppelin GmbH in Friedrichshafen. In 1911 ontwierp hij een volledig metalen vliegtuig en Ferdinand von Zeppelin gaf hem de leiding over de "Abteilung Do", een aparte divisie binnen het bedrijf.
Dornier richtte zich voornamelijk, maar zeker niet alleen, op de bouw van vliegboten. 
In 1925 verkende de poolreiziger Roald Amundsen de Noordpool met een Dornier Wal-vliegboot. 

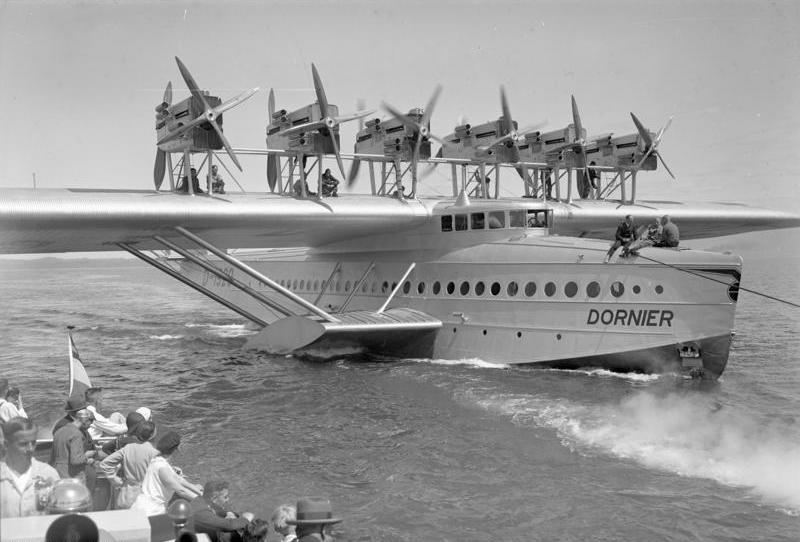
De Do X in 1929, het grootste vliegtuig van zijn tijd

In 1929 introduceerde Dornier de Dornier Do X, destijds het grootste vliegtuig ter wereld. In 1931 vloog het toestel, dat 169 passagiers kon vervoeren, van Duitsland naar New York. Vanwege de hoge kosten werd de Do X geen commercieel succes. 
Als gevolg van de Duitse herbewapening breidde de Dornier-fabriek zich vanaf 1933 uit.
In het begin van de Tweede Wereldoorlog was de Dornier Do 17, samen met de Junkers Ju 88 en de Heinkel He 111, een van de belangrijkste bommenwerpers van de Duitse Luftwaffe.
Toen in het naoorlogse Duitsland de bouw van vliegtuigen door de geallieerden werd verboden, vestigde Dornier een fabriek in Spanje die de basis van de nieuwe vliegtuigfabriek van Dornier zou vormen.
Kort na de opheffing van het verbod in 1955 opende Dornier een fabriek in de buurt van München. Hier werd de Dornier Do 27 geproduceerd; een toestel dat gebruikt kon worden als verkennings-, ambulance- of transportvliegtuig. 
In 1962 trok Dornier zich terug uit de leiding van het bedrijf. Na zijn dood op 5 december 1969 ging de Dornier-groep over op zijn weduwe en zes zonen.
- Bibsys: 4097589
- Bibliothèque nationale de France: cb13545736d (data)
- Gemeinsame Normdatei: 118912550
- Historisch woordenboek van Zwitserland: 045486
- International Standard Name Identifier: 0000 0000 8386 7902
- Library of Congress Control Number: n93055486
- Nationale Bibliotheek van Tsjechië: xx0210585
- Système universitaire de documentation: 050776533
- Virtual International Authority File: 59882855
- WorldCat: E39PBJdCqJ8Q4j7xXR6qyhyyBP